# Age of Chivalry
Age of Chivalry (tạm dịch: Thời Đại Của Những Hiệp Sĩ) là trò chơi máy tính thuộc thể loại hành động góc nhìn người thứ nhất, đồng thời là một bản mod chuyển biến toàn bộ được tạo ra dựa trên nền tảng của bộ công cụ mã nguồn (Source engine) phổ biến do Valve Corporation sở hữu độc quyền, game do nhóm Team Chivalry phát triển và được phát hành vào ngày 10 tháng 9 năm 2007.
Trò chơi hoàn toàn tập trung vào việc đem đến trải nghiệm về mục chơi mạng cho game thủ, lấy bối cảnh thời Trung cổ, nơi người chơi sẽ phải trải qua những trận cận chiến quyết liệt nhằm giành lấy chiến thắng cuối cùng.

## Cách chơi
Vào đầu game, người chơi được phép lựa chọn tham gia vào một trong hai phe Agathia Knight hoặc Mason Order. Hầu hết trong các màn chơi đều có sẵn một số mục tiêu yêu cầu người chơi hoặc một nhóm người chơi phải hoàn thành hoặc đội phòng thủ có khả năng ngăn chặn các nhóm khác hoàn thành mục tiêu của họ trong thời gian quy định. Nhiệm vụ trong game rất đa dạng chẳng hạn như giết chết một vài đối thủ máy chỉ định, phá cổng thành trong các trận công thành hay xây dựng một cây cầu, phòng thủ các nhóm khác xâm chiếm căn cứ của mình. Trò chơi sẽ không chỉ yêu cầu người chơi chiến đấu liên tục, mà cũng phải đưa ra những chiến thuật, song hành với lối tính toán hợp lý để hạ gục đối phương một cách nhanh chóng.
Game hỗ trợ chín loại nhân vật chính gồm Longbowman, Crossbowman, Javelineer, Man-At-Arms, Sergeant, Guardsman, Crusader, Knight và Heavy Knights, mỗi lớp nhân vật sẽ có những loại vũ khí, tốc độ di chuyển và áo giáp khác nhau. Tuy vậy, loại vũ khí được trang bị, và cách đánh của người chơi mới là điểm mấu chốt mang đến kết quả của trận chiến. Người chơi sẽ được trang bị áo giáp, vũ khí như cung, kiếm, thương, búa, rìu… thậm chí cả các loại khí tài để công thành trong một môi trường rộng mở cho phép đến 32 người chơi có thể thi thố tài năng.
Hệ thống chiến đấu trong game dựa trên tốc độ phản xạ, người chơi thể lựa chọn giữa việc phải tung đòn liên tục một cách điên cuồng hay bình tĩnh đưa ra những cú đỡ đòn phản kháng. Tùy theo địa hình khi chiến đấu cũng như lớp nhân vật bạn lựa chọn mà từng phong cách sẽ phát huy ưu thế nổi bật của mình. Việc điều khiển các thế đánh sẽ được thực hiện bằng việc nhấp chuột. Các loại nhân vật khác nhau còn được thiết kế thiên về những đòn phối hợp nào hơn, vì vậy đây cũng là điều người chơi cần tìm hiểu kĩ nếu muốn trở thành tay chơi lão luyện.
Yếu tố tuyệt diệu cũng như nổi bật nhất tạo ra sự khác biệt trong lối đánh cận chiến sử dụng ở đây phải kể đến việc áp dụng tính năng thời gian thực. Người chơi sẽ thấy, khi giao chiến, nếu đối thủ muốn di chuyển vị trí hiện tại đang đứng để tìm cách né đòn đánh của người chơi. Người chơi sẽ không vì thế mà thụ động, thậm chí còn có thể thay đổi hướng tấn công bằng chuột để nhắm vào hắn.
Ngoài ra, thể lực đóng vai trò tối quan trọng trong mọi hành động. Đây là khía cạnh khác người chơi cần phải nắm vững để có được kĩ năng điêu luyện. Bởi nó sẽ ảnh hưởng đến hầu hết những gì mà người chơi thực hiện, kể cả ngăn cản đòn đánh từ đối phương. Nếu để mức thể lực tụt xuống quá thấp, người chơi sẽ chỉ còn gây ra mức sát thương rất thấp, và tồi tệ hơn khi giảm đến hết, nhân vật của bạn còn gần như không thể chiến đấu.

## Đánh giá
PC Gamer nhấn mạnh đến những bản đồ rộng lớn của bản mod, miêu tả những đồi núi trải dài như ý muốn "khuyến khích tính chiến thuật" và toàn bộ sẽ "khích lệ sự ứng biến trong cách chơi theo nhóm".